# Hou Yuzhuo
Hou Yuzhuo (chinesisch 侯玉琢, Pinyin Hóu Yùzhuó, * 14. November 1987 in Zhangjiakou) ist eine chinesische Taekwondoin. Sie startet in der Gewichtsklasse bis 57 Kilogramm.
Hou bestritt bei der Juniorenweltmeisterschaft 2004 in Suncheon ihre ersten internationalen Titelkämpfe. In der Klasse bis 59 Kilogramm erreichte sie das Finale gegen Veronica Calabrese und gewann Silber. Im Erwachsenenbereich konnte sie sich erst im Jahr 2009 gegen die nationale Konkurrenz durchsetzen. Sie startete bei der Weltmeisterschaft 2009 in Kopenhagen, erreichte in der Klasse bis 57 Kilogramm mit fünf Siegen das Finale, wo sie erneut auf Calabrese traf. Dieses Mal blieb Hou siegreich und gewann ihren ersten Weltmeistertitel. Erfolgreich verlief auch das folgende Jahr. Bei der Asienmeisterschaft in Astana und den Asienspielen in Guangzhou erreichte sie jeweils das Finale und gewann Silber. Den WM-Titel konnte Hou bei der Weltmeisterschaft 2011 in Gyeongju erfolgreich verteidigen. Im Finale schlug die diesmal Jade Jones knapp. In Shenzhen gewann sie bei der Universiade mit Silber eine weitere Medaille; sie verlor erst im Finale gegen Marlène Harnois.
Beim internationalen Olympiaqualifikationsturnier 2011 in Baku erreichte Hou das Finale und sicherte sich die Teilnahme an den Olympischen Spielen 2012 in London. Dort schaffte sie es bis ins Finale, unterlag dann aber der Britin Jade Jones mit 4:6 Punkten. Somit gewann Hou bei ihren ersten Olympischen Spielen eine Silbermedaille.  